# Воронина (Тюмень)
Воронина — упразднённая деревня находившаяся в подчинении Калининского административного округа городского округа город Тюмень Тюменской области. В 2013 году включена в состав города и исключена из учётных данных.

## География
Расположена на левобережье Туры, восточнее автодорожной развязки Тюменской окружной дороги с проездом Воронинские Горки.

## История
До 1917 года входила в состав Городовой волости Тюменского уезда Тобольской губернии. По данным на 1926 год состояла из 95 хозяйств. В административном отношении входила в состав Луговского сельсовета Тюменского района Тюменского округа Уральской области.

## Население
| 1989 | 2002 | 2010 |
| ---- | ---- | ---- |
| 625  | ↗652 | ↘637 |

По данным переписи 1926 года в деревне проживало 411 человек (193 мужчин и 218 женщин), в том числе: русские составляли 99 % населения.